# Список национальных парков и заповедников Ботсваны
В Ботсване насчитывается 11 национальных парков и заповедников, находящихся в управлении Департамента дикой природы и национальных парков (англ. Department of Wildlife and National Parks). Всего же в Ботсване 79 охраняемых природных территорий. Территории национальных парков и заповедников занимает более 17 % всей территории страны.
В Ботсване находится самой большой в мире заповедник — Центральный Калахари. Его площадь составляет 52 800 км² и превышает территорию Швейцарии.

## Список национальных парков Ботсваны
| № | Название                                   | Оригинальное название                 | Площадь, км² | Дата основания                                                            | Изображение |
| - | ------------------------------------------ | ------------------------------------- | ------------ | ------------------------------------------------------------------------- | ----------- |
| 1 | Национальный парк Чобе                     | Chobe National Park                   | 10 566       | 1967                                                                      |             |
| 2 | Трансграничный национальный парк Кгалагади | Kgalagadi Transfrontier National Park | 38 000       | 1931 как национальный парк Кгалагади Гемсбок и с 2000 трансграничный парк |             |
| 3 | Национальный парк Макгадикгади Панс        | Makgadikgadi Pans National Park       | 4900         | С 1970 г. заповедник; с 1992 г. национальный парк                         |             |
| 4 | Национальный парк Нксаи Панс               | Nxai Pans National Park               | 2578         | С 1970 г. заповедник; с 1992 г. национальный парк                         |             |

## Список заповедников Ботсваны
| № | Название                            | Оригинальное название         | Площадь, км² | Дата основания | Изображение |
| - | ----------------------------------- | ----------------------------- | ------------ | -------------- | ----------- |
| 1 | Заповедник Центральный Калахари     | Central Kalahari Game Reserve | 52 800       | 1961           |             |
| 2 | Национальный заповедник Кхутсе      | Khutse Game Reserve           | 2 500        | 1971           |             |
| 3 | Национальный заповедник Мореми      | Moremi Game Reserve           | 3 900        | 1963           |             |
| 4 | Национальный заповедник Габороне    | Gaborone Game Reserve         | 6            | 1988           |             |
| 5 | Национальный заповедник Маниланонг  | Manyelanong Game Reserve      |              | 1985           |             |
| 6 | Национальный заповедник Маун        | Maun Game Reserve             | 8            |                |             |
| 7 | Национальный заповедник Франсистаун | Francistown Game Reserve      |              |                |             |

Ниже представлен список прочих заповедников и парков, которые не находятся в управлении Департамента дикой природы и национальных парков.
| № | Название                      | Оригинальное название      | Площадь, км² | Дата основания     | Изображение |
| - | ----------------------------- | -------------------------- | ------------ | ------------------ | ----------- |
| 1 | Заповедник Северный Тули      | Northern Tuli Game Reserve | 710          | частный заповедник |             |
| 2 | Природный заповедник Моколоди | Mokolodi Nature Reserve    | 30           | 1994               |             |
| 3 | Заповедник Машату             | Mashatu Game Reserve       | 305          | частный заповедник |             |

Входная стоимость в парки (в 2012 г):
| Категория                         | Стоимость       |
| --------------------------------- | --------------- |
| Граждане Ботсваны                 | 10 BWP за день  |
| Граждане других государств        | 120 BWP за день |
| Дети (8-17 лет) других государств | 120 BWP за день |